# Холмски рејон (Новгородска област)
Холмски рејон (рус. Холмский район) административно-територијална је јединица другог нивоа и општински рејон у јужном делу Новгородске области, на северозападу европског дела Руске Федерације.
Административни центар рејона је град Холм. Према проценама националне статистичке службе Русије за 2014, на територији рејона је живело 5.759 становника или у просеку око 2,8 ст/км².

## Географија
Холмски рејон смештен је на крајњем југу Новгородске области, у рубним деловима Прииљмењске низије. Обухвата територију површине 2.178,69 км² и по том параметру налази се на 14. месту међу 21 рејоном унутар области. Граничи се са Марјовским рејоном на истоку и са Подоршким рејоном на северу. На југу су рејони Тверске области (Торопечки и Андреапољски), док је на западу територија Псковске области.
Цела рејонска територија налази се у сливном подручју реке Ловата која пресеца рејонску територију у смеру југ-север и преко које је повезана са језером Иљмењ. Њена најважнија притока на подручју рејона је река Куња. Западни и северозападни део рејона у међуречју између Ловата и Полиста је мочварно подручје под заштитом Рамсарске конвенције. Тај део рејона се налази у границама Рдејског резервата природе. У централном делу резервата налази се Рдејско језеро у којем свој ток започиње река Редја, лева притока Ловата.
Под шумама је око 70% рејонске територије.

## Историја
Холмски рејон успостављен је 1927. као административна јединица тадашњег Великолушкок округа Лењинградске области. Године 1935. постаје делом Калињинске области, да би по оснивању Новгородске области 1944. године постао њеним саставним делом. Међутим свега месец дана касније, у августу 1944. постаје делом Великолушке области у чијим границама остаје до њеног укидања октобра 1957. године, да би потом постао делом Псковске области. на послетку, у јуну 1958. коначно постаје део Новгородске области.

## Демографија и административна подела
Према подацима пописа становништва из 2010. на територији рејона је живело укупно 6.177 становника, док је према процени из 2014. ту живело 5.759 становника, или у просеку 2,8 ст/км². По броју становника Холмски рејон се налази на 17. месту у области.
| 1959. | 1970. | 1979. | 1989. | 2002. | 2010. | 2014.  |
| ----- | ----- | ----- | ----- | ----- | ----- | ------ |
| ---   | ---   | ---   | 9.174 | 7.712 | 6.177 | 5.759* |

Напомена: * Према процени националне статистичке службе.
На подручју рејона постоје укупно 144 насеља, а рејонска територија је подељена на 4 другостепене општине, једну урбану и три руралне. Административни центар рејона је град Холм који је уједно и једино насеље урбаног типа у рејону.